# Bengt Johansson (medieforskare)
Bengt Johansson, född 1 oktober 1964 i Dalums församling i dåvarande Älvsborgs län, är en svensk professor vid Institutionen för journalistik, medier och kommunikation (JMG) vid Göteborgs universitet.  
Bengt Johansson disputerade 1998 med avhandlingen Nyheter mitt ibland oss. Kommunala nyheter, personlig erfarenhet och lokal opinionsbildning. Han blev docent 2006 och professor 2010.
Johansson forskar framförallt om politisk kommunikation och kriskommunikation. Inom politisk kommunikation är hans huvudsakliga forskningsintresse riktat mot nyhetsmediernas bevakning av valrörelser, politiska skandaler, valaffischer och politisk reklam. Han har gett ut flera böcker på området, bland annat "När makten står på spel - journalistik i valrörelser" (2017) om valrörelsen 2014, "Efter valstugorna - skandalstrategier och mediemakt" (2006) där Uppdrag Gransknings valstugereportage i valrörelsen 2002 analyseras. Forskning om valaffischer har bland annat publicerats i boken "Politik i det offentliga rummet - svenska valaffischer 1911-2010" (2014), tillsammans med Nicklas Håkansson och Orla Vigsö och den internationella antologin "Election Posters around the Globe. Political Campaigning in the Public Space" (2017) som redaktör tillsammans med Christina Holtz-Bacha. Svensk politisk reklam i dagspress har han analyserat tillsammans med Tomas Odén i boken "Politiska annonser - partiernas.  valreklam i dagspressen genom 100 år" (2013). 
Från och med 2018 är Johansson är tillsammans med Jesper Strömbäck ansvarig för Medievalsundersökningarna som genomförs vid JMG.
Inom kriskommunikation är Johanssons forskning främst inriktad på samhällskriser och hur myndigheter, medier och medborgare söker och sprider information och agerar i samband med dessa. Johansson är projektledare för forskningsprojektet Kriskommunikation och samhällsförtroende i det multipublika samhället (KRISAMS) där kriskommunikation och samhällsförtroende studeras. I samband med årsdagen av terrorattentatet i Stockholm släppte forskargruppen en publikation där olika aspekter av kriskommunikation analyserades ("Allt tyder på ett terrorattentat" - Stockholmsattentatet i medier och opinion").   
Tillsammans med Tomas Odén, Monika Djerf-Pierre och Marina Ghersetti har Johansson också publicerat boken "Kriskommunikation 2.0 - Allmänhet, medier och myndigheter i det digitala medielandskapet"